# Bartha Béla
Bartha Béla (Poprád, Szepes vármegye, 1897. május 10. – Legyesbénye,  1972. július 23.) katolikus lelkipásztor, a Demokrata Néppárt listavezetője.

## Életpályája

### Gyermek- és ifjúkora
Apja csendőr-tiszthelyettes volt. Apácák vezette óvodában nevelkedett, majd  alsófokú iskoláit Kassán végezte el. A kassai premontrei gimnáziumban érettségizett. Érettségije után, 1914-ben máris papi szemináriumba jelentkezett, két évvel később a budapesti Központi Papnevelde hallgatója lett.
A Monarchia összeomlása idején kénytelen volt felfüggeszteni tanulmányait. A Magyarországi Tanácsköztársaság napjaiban a szüleinek küldött levele miatt „levélcsempészet” vádjával letartóztatták. A Parlament pincéjében, a Markó utcában tartották fogva, végül a Gyűjtőfogházba internálták.

### Papi hivatása
1919-ben Kassán szentelték pappá. Három év múlva került első egyházi szolgálati helyére: Regeteruszkán segédlelkészként dolgozott. A Trianoni békeszerződés hatására szolgálati helye az akkori Csehszlovákiába került. Egy szentbeszédében a készülő csehszlovák hitoktatási törvénytervezetet bírálta, ami miatt a hatóságok két nap – feltételesen felfüggesztett – elzárásra és 100 korona pénzbüntetésre ítélték.
Egy évig Eperjesen volt hitoktató, 1926-tól Kassán kinevezték a szlovák iskolák hitoktatójának. Hivatását felhasználva megkísérelte összefogni a kisebbségi sorsba kényszerült kassai magyarság szervezeteit. Aktív közösségszervezői munkát végzett. A számos hitéleti és magyar nemzetiségű közösség vezetésén túl még a helyi, magyar sportegyesületek tevékenységét is támogatta. 1930-ban a csehszlovák rendőrség „kémkedés” vádjával letartóztatta. A provokáción alapuló vádak összeomlása után szabadlábra helyezték. (A csehszlovák rendőrség ezzel az akcióval a magyarság ügye iránt elkötelezett papot valamint az általa szervezett közösségeket akarta ellehetetleníteni.) 
A kárpátaljai bevonulás után munkáját szabad légkörben akadályok nélkül folytathatta tovább. Sikereire és áldozatvállalásaira elöljárói is felfigyeltek: 1940-ben püspöki tanácsos, két évvel később pápai kamarás címet kapott. A háború befejezése után 1945-ben az újjászerveződő csehszlovák állam - holmijainak összecsomagolására két órát engedélyezve - kiutasította szülőföldjéről. Ekkor került át végleg Magyarországra.
Magyarországon először Hollóházán kezdte meg szolgálatát, majd Sárospatakra nevezték ki plébánosnak. Szolgálata idején pezsgő hitéletet alakított ki a városban, többek között alapító vezetője lett a Katolikus Asszonyok és Lányok Szövetsége helyi szervezetének.

### Politikai pályája
Az egyházi közösségekben véghez vitt agilis és sikeres szervező munkája mellett Magyarországon a politikai élet küzdelmeiben is részt vállalt.
Sárospatakon beválasztották a helyi képviselő-testületbe. Jó kapcsolatot épített ki a  Független Kisgazdapárt helyi szervezetével. Majd 1947 júliusában a korábbi kisgazda politikus, Bodnár János már demokrata néppárti képviselőjelölt kérdésére csatlakozott a Demokrata Néppárt munkájába. Egyházi elöljáróinak engedélyével belépett a pártba, és vezette a sárospataki párt életét. 1947. augusztus 31-i országgyűlési választáson mandátumot nyert a DNP Borsod-Gömör-Zemplén-Abaúj megye listavezetőjeként.
Egyházi felettesei és Mindszenty József esztergomi érsek felszólítására lemondott mandátumáról, és visszavonult a közvetlen politizálástól.

### A diktatúra idején
1949-ben a Vallás- és Közoktatásügyi Minisztérium megtiltotta számára az iskolai hitoktatást. A sorozatos atrocitások, amelyek amiatt érték, mert nem vállalt szerepet a  békepapi mozgalomban, felőrölték egészségét, folyamatosan betegeskedett. Felépülése után a világi hatóságok nyomására Czapik Gyula érsek 1955-ben Fáj községbe helyezte át. Ezt az időszakot „szelídített internálás”-nak nevezte. Később  kongruáját is megvonták tőle, ezekben az években megélhetését egyedül a hívek és a paptársak szolidaritása biztosította.
Az egyház állami szorításának enyhülése idején 1962-ben Legyesbénye plébániájára helyezték. Élete végéig, 1972-ig teljesített ott szolgálatot.
Tízezer oldalas prédikációgyűjteményét Sárospatakon őrzik. Önéletrajza kiadásra vár.

## Külső hivatkozások
- Bartha Béla szócikk. Kereszténydemokrácia Tudásbázis, Barankovics István Alapítvány Archiválva 2014. október 15-i dátummal a Wayback Machine-ben
- Bartha Béla szócikk. Digitális Adatbázis, História